# Amtsgericht Syke

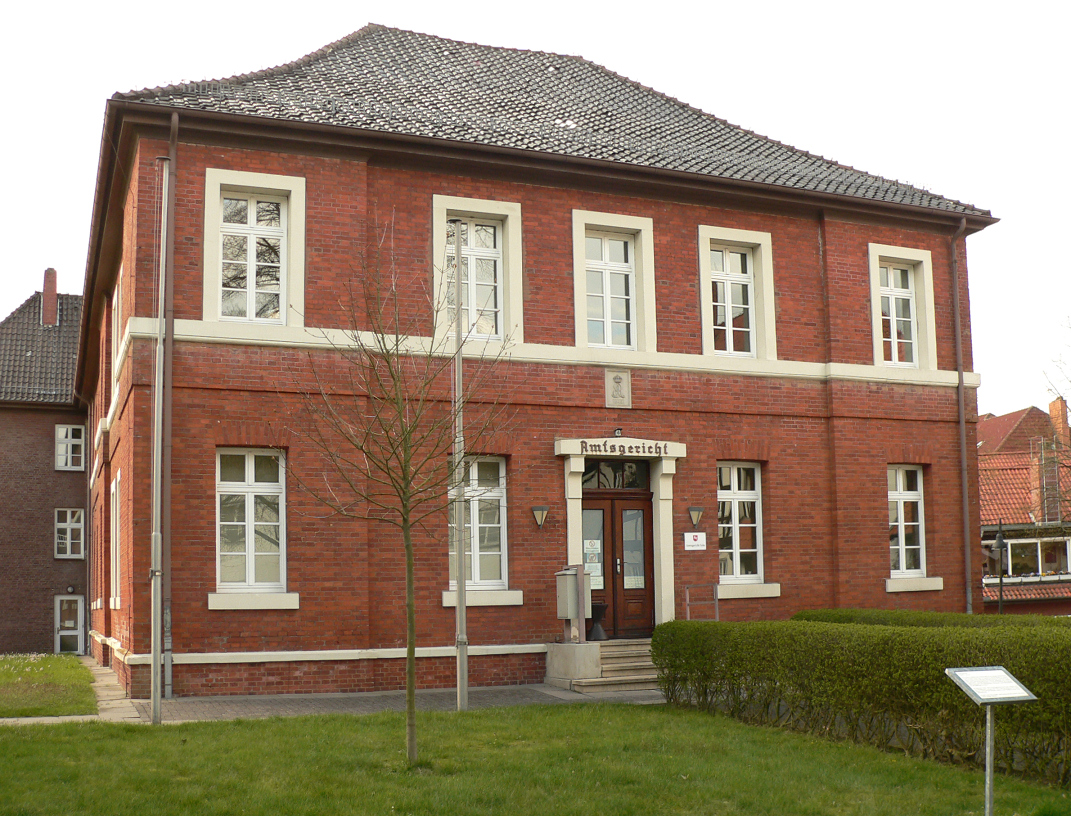
Amtsgericht Syke

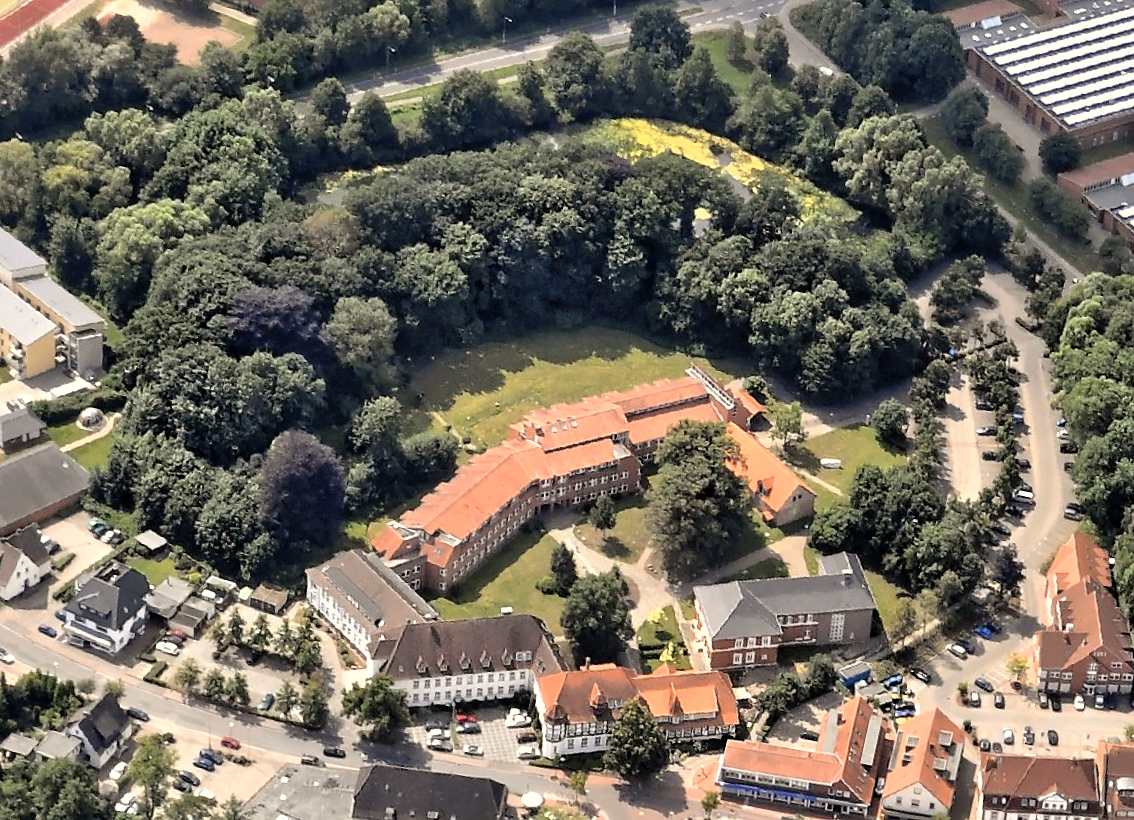
Luftbild vom Amtshof mit dem Amtsgericht

Das Amtsgericht Syke ist eines von zehn Amtsgerichten im Bezirk des Landgerichts Verden. Es hat seinen Sitz in Syke in Niedersachsen. Im Amtsgericht Syke arbeiten zurzeit etwa 90 Personen, davon zehn Richter und 17 Rechtspfleger in drei Gebäuden rund um das ehemalige Kreishaus auf dem Amtshof.

## Zuständigkeiten
Zuständig ist das Amtsgericht Syke für den nördlichen Teil des Landkreises Diepholz. Ihm ist das Landgericht Verden übergeordnet. Zuständiges Oberlandesgericht ist das OLG Celle. Das Amtsgericht Syke ist als Insolvenzgericht zuständig für die Insolvenzverfahren in den Amtsgerichtsbezirken Syke, Diepholz, Nienburg, Stolzenau und Sulingen.
Seit 2005 ist das Amtsgericht Walsrode für die Führung des Handels-, des Genossenschafts- und des Vereinsregisters im Landgerichtsbezirk Verden ausschließlich zuständig. Das Partnerschaftsregister wird seit dem 1. August 2005 zentral bei dem Amtsgericht Hannover geführt.

## Geschichte
Der Vogteibezirk Syke wird 1517 erstmals urkundlich erwähnt. Mit der Gründung der Amtsgerichte zum 1. Oktober 1852 entstand auch in Syke ein Amtsgericht. Übergeordnetes Gericht war das Obergericht Nienburg. Sitz wurde das 1844 als Gefangenenhaus errichtete Gebäude auf dem Gelände des Amtshofs, auf dem sich die Burg Syke befand. Offiziell eröffnet wurde dieses am 1. Juli 1845. Am 8. November 1850 wurde der Sitz offiziell als „Criminalamt“ des Königreichs Hannover bezeichnet. So wurde die endgültige Trennung von Verwaltung und Justiz vollzogen. Mit Einzug des Amtsgerichts 1852 fand diese ihren Abschluss. Über dem Eingang ist das Wappen Georg II. angebracht, welcher von 1727 bis 1760 König von England und Kurfürst von Hannover war. Erster Richter im Amtsgericht war der frühere Göttinger Polizeidirektor Gustav Heintze. Eigentlich durch eine harte Linie im Revolutionsjahr 1848 unbeliebt geworden und deshalb als Amtsassessor nach Syke versetzt, wurde er 1851 in die Organisationskommission berufen, welche für die Bildung der Amtsgericht zuständig war. Dafür wurde er mit dem Guelphen-Orden ausgezeichnet. Er wurde Oberamtsrichter und blieb bis 1873 vor Ort. Bis 1973 war das Amtsgericht Syke nur für das Amt Syke zuständig. Dann kamen 1973 der Amtsgerichtsbezirk Bruchhausen-Vilsen und ein Jahr später der Amtsgerichtsbezirk Bassum dazu. Das zwischen 1716 und 1740 großzügig renovierte Amtsrichterhaus wurde 1969 nach langem Leerstand abgerissen. Heute ist das Amtsgericht auf drei Gebäude rund um das Kreishaus des ehemaligen Kreises Syke aufgeteilt.

## Gebäude
Das zweigeschossige verklinkerte klassizistische Hauptgebäude Amtshof 2 mit einem Walmdach wurde 1845 als Criminalamt für die Ämter Syke, Freudenberg und Harpstedt mit Gefängnissen und Gefangenenhof gebaut. Es wurde 1852 das Amtsgericht. Über dem Eingang befindet sich das Wappen von Georg II., 1727–1760 König von Großbritannien und Kurfürst von Hannover.

Das Gebäude steht unter Denkmalschutz.

## Richter
- Carl Otto Dammers (1852–1860)
- Gustav Heintze ab 1852 bis 1873: ehemaliger Göttinger Polizeidirektor
- Eduard Hermann von Lütcken